# Roi Ding de Zhou
Le roi Ding de Zhou, ou Zhou Ding wang (chinois : 周定王) de son nom personnel Ji Yu (姬瑜) fut le vingt-et-unième roi de la prestigieuse mais déclinante dynastie Zhou. Il régna de -606 à -585.

## Règne

### Conflits internes
En -594, le duc Huan de Shao est renversé par son frère et s'empare du trône de Shao. Mais le duc Huan, était soutenu par une faction puissante à la cour, celle de Wangsun Su. Wangsun Su était un des chefs de file de la maison royale. Ministre des rois Qing, Kuang, Ding et plus tard du roi Jian, celui-ci était très puissant et très influent à la cour. Quand le duc Huan a été renversé, celui-ci obtint le soutien de Wangsun Su et de Wangzi Jie, un autre prince influent de la maison royale. Le duc Dai de Shao (l'usurpateur), était lui, appuyé par le comte Wei de Mao, un conseiller du roi Ding. Le conflit alla en s'aggravant et finalement Wangsun Su décida d'envoyer Wangzi Jie pour les exécuter. Le duc Huan put ainsi reprendre son trône.

### Retour à la stabilité
Le roi Ding, sous son règne, mit fin à plusieurs conflits au sein du domaine royal. Son règne marqua en outre, un retour à la stabilité, après quelques affrontements politiques importants.

### L'affront de Chu
En -606, le roi Zhuang de l'état de Chu, qui était de passage dans la région, demanda à être reçu par le roi des Zhou. Mais le roi Ding déclina et lui envoya plutôt Wangsun Man, un de ses ministres. Le roi de Chu questionna le ministre concernant les neuf chaudrons tripodes qui remontaient à la dynastie Xia. Selon le Shiji de Sima Qian, le roi de Chu aurait demandé; Sont-ils grands? Sont-ils petits? Sont-ils lourds? Sont-ils légers?. Toujours selon Sima Qian, Wangsun Man aurait rétorqué; Monsieur, la capacité de commander aux autres repose dans la vertu et non dans les vases tripodes des Zhou. (在德不在鼎) (...) Vous me demandez s'ils sont grands ou petits, lourds ou légers. Cette question est impertinente! Si Wangsun Man lui refusa ce privilège, c'était parce que les neuf vases tripodes représentaient la souveraineté sur la Chine, or par ses questions le roi de Chu questionnait l'autorité du roi des Zhou sur la Chine. Alors en demandant cela, c'est comme s'il avait demandé à remplacer la dynastie régnante, ce qui constitue un véritable camouflet à la famille régnante.

### Ladynastie Zhou, une puissance de persuasion
Alors que le roi Zhuang de Chu qui était en visite officielle à Chengzhou, Wangsun Man rencontra ledit roi de Chu et il tenta de le convaincre que le mandat du Ciel, appartenait toujours à la dynastie Zhou et ce malgré la faiblesse militaire évidente de la dynastie. Le roi Zhuang de Chu, souhaitait toujours annexer le domaine royal à son départ, et les Zhou durent utiliser une autre approche pour survivre. Curieusement, quand le roi de Chu allait partir en campagne contre les Zhou, le premier ministre de Chu se révolta et fit capoter le projet du roi Zhuang. Est-ce que le premier ministre de Chu a été soudoyé par les Zhou? Il faut savoir que cette tactique était très utilisée à cette époque. Le royaume de Chu fut victime comme beaucoup avant et après lui de la force de persuasion (ou dans ce cas-ci de possible corruption) des Zhou. Les rois Zhou conscients, qu'ils ne pouvaient vaincre de puissantes armées, utilisèrent les seules armes qu'ils pouvaient utiliser pour triompher de leurs ennemis : la persuasion ou la corruption. C'est ainsi que le très redoutable royaume de Chu fut vaincu à deux reprises par les rois Zhou, Dingwang et Nanwang.